# Benjamin Witzschel
Benjamin H. Witzschel (* 1822 in Oschatz; † 11. Januar 1860 in Dresden) war ein sächsischer Mathematiker und Lehrer. 

## Leben
Witzschel begann seine Lehrtätigkeit am Gymnasium zu Zwickau und war später Lehrer am Krause’schen Institute in Dresden. Er veröffentlichte 1954 ein Lehrbuch der Physik und 1958 ein eben solches der neueren Geometrie. Dieses war insofern von Bedeutung, da die epochemachenden Veröffentlichungen August Ferdinand Möbius, Jakob Steiners und Karl von Staudts in Deutschland sowie Jean-Victor Poncelets und Michel Chasles in Frankreich zwar erschienen waren, ihre Bekanntheit sich aber auf sehr enge Kreise beschränkte. Einige zusammenfassende, leicht verständliche Lehrbücher wie das Witzschels trugen dazu bei, die damals neue Geometrie – seinerzeit „neuere Geometrie“ genannt – so zu verbreiten, dass sie Eingang in die Mittelschulen finden und damit bis zu einem gewissen Grade Allgemeinwissen werden konnte. Ab dem Jahr 1856 gab Witzschel gemeinsam mit Oskar Schlömilch die Zeitschrift für Mathematik und Physik heraus, redigierte sie bis zum vierten Band mit und veröffentlichte in ihr mehrere physikalische Aufsätze und fachkundige Besprechungen physikalischer und geometrischer Werke. Am 11. Januar 1860 verstarb er in Dresden.

## Schriften
- Die Physik faßlich dargestellt nach ihrem neuesten Standpunkte – Zum Gebrauch für höhere Unterrichtsanstalten, Studierende und Freunde der Naturwissenschaften. Leipzig, Wigand, 1854 (online).
- Grundlinien der neueren Geometrie – Mit besonderer Berücksichtigung der metrischen Verhältnisse an Systemen von Punkten in einer Graden und einer Ebene. Leipzig : Teubner, 1858 (online).